# Lukács Zsolt (zenész)
Lukács Zsolt (1976. november 20.) magyar basszusgitáros.

## Pályafutása
A C.A.F.B. tagjaként vált ismertté. 1999-ben, Szakácsi Gábor USA-ba való távozását követően csatlakozott a zenekarhoz, mivel Sütő Lajos gitárra váltott, hogy betöltse a hiányzó frontember szerepét. 2004 óta a Hollywood Rose nevű Guns N’ Roses trubute zenekar tagja, akikkel több sikeres turnén is részt vett és Billy Idol vendégeként is fellépett Ausztriában.

## Zenei pályafutás
Lukács Zsolt az Euthanasia nevű zenekarban kezdte pályafutását, majd 1999-ben a 
C.A.F.B. tagja lett és közel fél évtizedet töltött a csapat soraiban. Lukács közreműködésével készült a C.A.F.B. Subkontakt és Naiv? című nagylemeze, majd 2004ben a Hollywood Rose együttesbe távozott. A C.A.F.B. mellett dolgozott a Suckerpunch nevű formációval is, amelynek egyik tagjával, ("Zaba") ma is együtt dolgozik a Hollywood Rose-ban. A zenekarról készült filmet, 2010-ben mutatták be.

## Diszkográfia
- C.A.F.B. – Subkontakt, 2001
- C.A.F.B. – Naiv?, 2004
- Hollywood Rose – Minimal design, 2009
- Hollywood Rose – Piknik a holdon, 2011
- Hollywood Rose – Szétfeszít az élet, 2016

## Videóklipek
- Álomgyár – C.A.F.B., 2000
- Lator – C.A.F.B., 2001
- Kövér nő – C.A.F.B., 2001
- Én – Hollywood Rose, 2010
- Addig jó (Film)/Szalai Anett[2]
- Szedjetek Szét, 2012
- Playboy a Balkánról
- Sör a földön
- Így Volna Jó, 2013
- Árnyjáték
- Diablo, 2014
- Mindennap..., 2016
- Szelfibot
- Sose volt mennyország
- Majom a vonaton

## Felszerelés
- Fender Duff McKagan Jazz Bass Special White Pearl
- Fender Duff McKagan Deluxe Precision Bass RW Black
- Daddario Nickel 45-105
- Elixir Stainless Steel 45-105
- Dunlop Tortex pengető
- Richter Raw IV Nappa Black Pánt
- Gallien-Krueger Mb2 500 Erősítő
- Gallien-Krueger Neo 4x10
- Sennheiser xsw2-ci1
- Boss Hangoló
- EBS chorus
- Mxr M80 bass D.I Pedál
- SafeCase Konténerek, Rackek